# The Daily Bugle (webserie)
The Daily Bugle (voorheen TheDailyBugle.net) is een Amerikaanse digitale nep-actualiteitenserie die dient als virale marketingcampagne van Sony Pictures. Het is gebaseerd op de fictieve krant met dezelfde naam die in de Marvel Comics verscheen. De YouTube-video's begonnen als marketingstunt voor de film Spider-Man: Far From Home en behandelen grote gebeurtenissen in de Marvel Cinematic Universe (MCU) en de latere Spider-Man Universe (SSU)-films. Het tweede en derde seizoen van de serie werden voornamelijk op TikTok uitgezonden.
In het eerste seizoen van het nieuwsprogramma speelt J. K. Simmons de rol van Jonah Jameson, dezelfde rol die hij speelde in de MCU-films en Sam Raimi's Spider-Man-trilogie. Enige andere acteurs vervolgden hun rollen ook uit de films, terwijl er ook oud beeld werd gebruikt. De eerste video's werden uitgebracht van oktober tot november 2019, waarbij de aandacht werd gelegd op de onmiddellijke nasleep van Spider-Man: Far From Home. In het tweede seizoen, die opbouwt naar de tweede Spider-Man film Spider-Man: No Way Home, en waarin Angourie Rice de rol van Betty Brant speelt, begon in november 2021. In het derde seizoen, die opbouwt naar de de film Morbius uit de Spider-Man Universe, speelt Nicque Marin een fictieve versie van haarzelf. Dit seizoen kwam uit in maart 2022, apart van de No Way Home-video's.
De video's worden vergezeld door ander promotiemateriaal, zoals fictieve krantenartikelen en socialemediaberichten vanuit de Spider-Man Universe, De serie werd positief ontvangen door het publiek, beter dan de gemiddelde marketingcampagnes. De serie wordt gezien als een grappige en inzichtelijke uitbreiding voor fans van het Marvel-franchise.